# Пелинген
Пелинген (њем. Pellingen) општина је у њемачкој савезној држави Рајна-Палатинат. Једно је од 103 општинска средишта округа Трир-Сарбург. Према процјени из 2010. у општини је живјело 1.001 становника. Посједује регионалну шифру (AGS) 7235106.

## Географски и демографски подаци
Пелинген се налази у савезној држави Рајна-Палатинат у округу Трир-Сарбург. Општина се налази на надморској висини од 460 метара. Површина општине износи 7,2 km². У самом мјесту је, према процјени из 2010. године, живјело 1.001 становника. Просјечна густина становништва износи 139 становника/km².